# Кесарий Назианзин
Кесарий Назианзин (греч. Καισάριος Ναζιανζηνός; около 331 — после 368) — римский врач, политик, христианский святой, почитаемый Православной [память 9 (22) марта] и Католической церквями. Брат Григория Богослова.

## Биография
Кесарий родился в Арианзе, близ Назианза Каппадокийского. Его родителями были епископ Назианзский Григорий и святая Нонна.
Получил медицинское образование и служил медиком при дворе императоров Констанция II и Юлиана, с 364 года — квестором в Вифинии. Чудесно спасшись в 368 году от смерти во время землетрясения, он по совету брата и его друга Василия Великого удалился от светской жизни и всецело отдался аскетизму. Незадолго перед смертью крестился и завещал своё состояние бедным.
Сочинения Кесария включены в 38-й том Patrologia Graeca.

## Образ в культуре
Кесарий Назианзин — один из героев второй части дилогии Генрика Ибсена «Кесарь и Галилеянин».